# Stevan Horvat
Stevan Horvat (Nemesmilitics, 1932. október 7. – Szabadka, 2018. május 28.) olimpiai ezüstérmes, világbajnok jugoszláv-szerb birkózó.

## Pályafutása
1932. október 7-én Nemesmiliticsen született. 1946-ban a zombori Radničkiben kezdett birkózni, majd a szabadkai Spartakban folytatta. 1952-ben a belgrádi Partizan versenyzője lett. 1961 és 1966 között két arany- és három ezüstérmet szerzett a világbajnokságokon. 
Az 1960-as római olimpián váltósúlyban a negyedik,
az 1964-es tokiói játékokon könnyűsúlyban az ötödik helyen végzett. Az 1968-as mexikóvárosi olimpián a japán Munemura Munedzsi mögött a második helyen végzett könnyűsúlyban.
Az aktív versenyzés befejezése után 1972-ben a zágrábi Testnevelési Egyetemen szerzett diplomát. 1975-től az újvidéki Testnevelési Egyetemen tanított, ahol nyugdíjazásáig harcművészetet is oktatott.

## Sikerei, díjai
- Olimpiai játékok – kötöttfogás 70 kg
  - ezüstérmes: 1968, Mexikóváros
- Világbajnokság – kötöttfogás – 70 kg
  - aranyérmes (3): 1963, 1966
  - ezüstérmes (2): 1961 (78 kg), 1962, 1965